# كارين برد
كارين برد (بالإنجليزية: Karen Barad)‏ (و. 1956 – م) هي فيزيائية، وأستاذة جامعية، وكاتبة عمومية، وفيلسوفة من الولايات المتحدة الأمريكية .

## التعليم
تعلمت في جامعة ستوني بروك

## مناصب وهيئات
أدارت جامعة كاليفورنيا (سانتا كروز).